# Pierre Cossette
Pierre Cossette, né le 15 décembre 1923 à Salaberry-de-Valleyfield au Québec et mort le 11 septembre 2009 à Montréal, est un producteur canadien de télévision et de théâtre.
Il débute dans le show business en tant qu'agent artistique, puis cofonde le label Dunhill Records. Entre 1971 et 2005, Cossette est le producteur exécutif de la soirée des Grammy Awards, retransmise en direct à la télévision. Il produit également des spectacles à Broadway. Il reçoit un Grammy Trustees Award (en) en 1995 et un Latin Grammys Trustees Award en 2005. Une étoile lui est attribuée sur le Walk of Fame d'Hollywood et sur l'allée des célébrités canadiennes.

## Biographie

### Jeunesse et formation
Pierre Cossette naît en 1923 à Valleyfield au Québec. Durant son enfance, sa famille émigre aux États-Unis. Ils s'établissent à Altadena dans le comté de Los Angeles. Cossette s'engage dans l'armée américaine durant la Seconde Guerre mondiale et sert dans un bataillon du génie. Il étudie le journalisme à l'université de Californie du Sud grâce au G.I. Bill, une loi permettant aux soldats démobilisés de financer leurs études,. Cossette dirige Campus Magazine, une publication indépendante distribuée dans les universités américaines. Pour la financer, il organise des soirées dans lesquelles se produisent des artistes reconnus comme Bing Crosby et George Burns,.

### Agent artistique
Après avoir obtenu son diplôme en 1949, il est recruté par MCA et commence sa carrière en tant qu'agent artistique. Il représente des artistes comme Frank Sinatra et Ann-Margret et leur trouve des engagements dans les casinos de Las Vegas. Il devient l'agent des chanteurs Andy Williams et Vic Damone. En 1964, Cossette fait partie des cofondateurs du label Dunhill Records, présidé par Lou Adler,.

### Producteur de télévision
Pierre Cossette est également producteur de télévision. En 1970, il persuade les responsables de la National Academy of Recording Arts and Sciences (NARAS) de diffuser la cérémonie annuelle des Grammy Awards en direct à la télévision, à l'exemple des Oscars du cinéma. La cérémonie est retransmise à partir de 1971 par ABC, puis CBS. Pierre Cossette est le producteur exécutif du programme jusqu'en 2005,. Son fils John Cossette (en) et Ken Ehrlich (en) lui succèdent.
Pierre Cossette a produit d'autres émissions de télévision, entre autres The Glen Campbell Music Show (en) et The Andy Williams Show (en), ainsi que des émissions spéciales, comme celle consacrée à la première du spectacle de la chanteuse Céline Dion au Cæsars Palace, diffusée sur CBS en 2002.

### Broadway
Durant les années 1990, Cossette produit des spectacles donnés à Broadway, notamment The Will Rogers Follies (en),, The Scarlet Pimpernel et The Civil War (en). En 1991, The Will Rogers Follies est récompensé par plusieurs Tony Awards, dont celui de la meilleure comédie musicale.

### Autres activités
En 2003, ECW Press publie l'autobiographie du producteur, intitulée Another Day in Showbiz: One Producer’s Journey.

## Hommages et récompenses

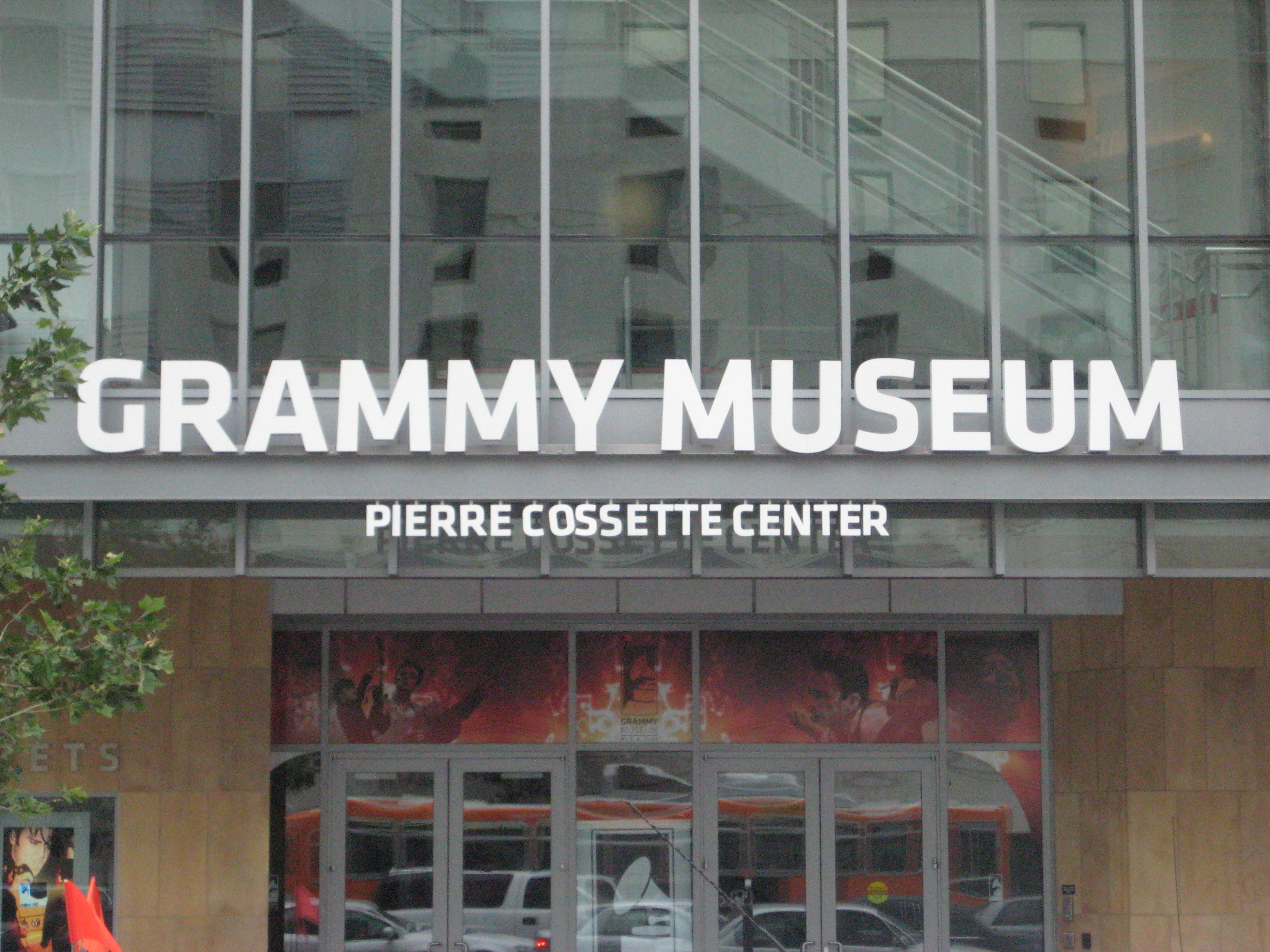
Façade du Grammy Museum de Los Angeles.

En 1995, la Recording Academy lui décerne un Grammy Trustees Award (en). Un Latin Grammys Trustees Award lui est attribué en 2005, après qu'il a participé à la création des Latin Grammy Awards en 2000.
Le bâtiment qui abrite le Grammy Museum, ouvert en 2008 à Los Angeles, porte le nom de Pierre Cossette Center. Une section du musée est consacrée au producteur,. Une étoile lui est attribuée sur le Walk of Fame d'Hollywood et sur l'allée des célébrités canadiennes.

## Ouvrage
- (en) Another Day in Showbiz : One Producer’s Journey, ECW Press, 2003, 237 p. (ISBN 978-1-55022-557-0, lire en ligne)